# Rodrigo Huescas
Rodrigo Jhossel Huescas Hurtado (Naucalpan de Juárez, 18 settembre 2003) è un calciatore messicano, centrocampista o difensore del Copenaghen.

## Carriera

### Club
Cresciuto nel settore giovanile del Cruz Azul, ha esordito in prima squadra il 7 aprile 2021 disputando l'incontro di CONCACAF Champions League pareggiato 0-0 contro l'Arcahaie.

### Nazionale
Ha giocato nella nazionale messicana Under-16.
Nel 2024 ha esordito nella nazionale maggiore messicana.

## Statistiche

### Presenze e reti nei club
Statistiche aggiornate al 10 marzo 2022.
| Stagione        | Squadra         | Campionato      | Campionato | Campionato | Coppe nazionali | Coppe nazionali | Coppe nazionali | Coppe continentali | Coppe continentali | Coppe continentali | Altre coppe | Altre coppe | Altre coppe | Totale | Totale |
| Stagione        | Squadra         | Comp            | Pres       | Reti       | Comp            | Pres            | Reti            | Comp               | Pres               | Reti               | Comp        | Pres        | Reti        | Pres   | Reti   |
| --------------- | --------------- | --------------- | ---------- | ---------- | --------------- | --------------- | --------------- | ------------------ | ------------------ | ------------------ | ----------- | ----------- | ----------- | ------ | ------ |
| apr. 2021       | Cruz Azul       | LMX             | 0          | 0          |                 | -               | -               | CCL                | 2                  | 0                  |             | -           | -           | 2      | 0      |
| 2021-2022       | Cruz Azul       | LMX             | 4          | 0          |                 | -               | -               | CCL                | 2                  | 0                  | CC          | 0           | 0           | 6      | 0      |
| Totale carriera | Totale carriera | Totale carriera | 4          | 0          |                 | 0               | 0               |                    | 4                  | 0                  |             | 0           | 0           | 8      | 0      |

### Cronologia presenze e reti in nazionale
| Cronologia completa delle presenze e delle reti in nazionale ― Messico | Cronologia completa delle presenze e delle reti in nazionale ― Messico | Cronologia completa delle presenze e delle reti in nazionale ― Messico | Cronologia completa delle presenze e delle reti in nazionale ― Messico | Cronologia completa delle presenze e delle reti in nazionale ― Messico | Cronologia completa delle presenze e delle reti in nazionale ― Messico | Cronologia completa delle presenze e delle reti in nazionale ― Messico | Cronologia completa delle presenze e delle reti in nazionale ― Messico |
| Data                                                                   | Città                                                                  | In casa                                                                | Risultato                                                              | Ospiti                                                                 | Competizione                                                           | Reti                                                                   | Note                                                                   |
| ---------------------------------------------------------------------- | ---------------------------------------------------------------------- | ---------------------------------------------------------------------- | ---------------------------------------------------------------------- | ---------------------------------------------------------------------- | ---------------------------------------------------------------------- | ---------------------------------------------------------------------- | ---------------------------------------------------------------------- |
| 31-5-2024                                                              | Chicago                                                                | Messico                                                                | 1 – 0                                                                  | Bolivia                                                                | Amichevole                                                             | -                                                                      | 46’                                                                    |
| 19-11-2024                                                             | Toluca                                                                 | Messico                                                                | 4 – 0                                                                  | Honduras                                                               | CONCACAF Nations League 2024-2025 - Quarti di finale                   | -                                                                      | 66’                                                                    |
| Totale                                                                 |                                                                        | Presenze                                                               | 2                                                                      |                                                                        | Reti                                                                   | 0                                                                      |                                                                        |

## Palmarès
- Campionato danese: 1

Copenhagen: 2024-2025
- Coppa di Danimarca: 1

Copenhagen: 2024-2025